# Zatrep, Radovna
Zatrep je eden izmed številnih malih potokov, ki izvirajo v dolini Radovna in se nedaleč od izvira kot levi pritok izliva v  reko Radovno.